# Sveti Križ (żupania medzimurska)
Sveti Križ – wieś w Chorwacji, w żupanii medzimurskiej, w gminie Mala Subotica. W 2011 roku liczyła 410 mieszkańców.